# Johannes Honterus
Johannes Honterus (1498, Brașov – 23 janvier 1549, Brașov) (aussi connu sous le nom de Johannes Honter, Johann Hynter ; latinisé en Johann Honterus ou Ioannes Honterus, les sources roumaines peuvent le créditer comme Ioan, les hongroises comme János) était un humaniste et théologien transylvanien d’origine saxonne.
Johannes Honterus est connu pour ses travaux de publications cartographiques et géographiques. On lui doit aussi l’implantation du luthéranisme  lors de la Réforme protestante en Transylvanie.
Il convertit la ville de Kronstadt (Brașov) et introduit l’imprimerie en Transylvanie (1535).